# Promachus brevipennis
Promachus brevipennis là một loài ruồi trong họ Asilidae. Promachus brevipennis được Ricardo miêu tả năm 1920. Loài này phân bố ở vùng nhiệt đới châu Phi.